# Psychic… Powerless… Another Man’s Sac
Psychic... Powerless... Another Man’s Sac — дебютный студийный альбом экспериментальной музыкальной группы Butthole Surfers. Впервые пластинка вышла под независимым лейблом Touch and Go в 1984 году. В июле 1985 года Psychic… Powerless… Another Man’s Sac вышел в Великобритании. Специально для этого издания, к оригинальным композициям пластинки были добавлены четыре песни со следующего мини-альбома Cream Corn from the Socket of Davis.

## Об альбоме
Как отмечают критики, пластинка Psychic… Powerless… Another Man’s Sac утвердила за группой репутацию анархо-экзистенциалистов. В музыке было отмечено влияние таких авангардных коллективов, как Captain Beefheart, Chrome, Flipper и Red Krayola.
Альбом Psychic… Powerless… Another Man’s Sac выполнен в более психоделическом стиле, чем предыдущие записи группы. Кроме того, коллектив продолжает эксперименты по смешению разнообразных музыкальных направлений; в некоторых композициях можно услышать элементы традиционного панк-рока, джаза, сёрф-рока («Mexican Caravan»), кантри-рока («Gary Floyd»), блюза («Lady Sniff») и прочих. В некоторых песнях музыканты используют шумовые эффекты и разные причудливые звуки; в композиции «Lady Sniff» можно услышать звуки плевков, отрыжки и другие.
В записи этой пластинки ведущий вокалист Гибби Хейнс дебютировал с новой вокальной техникой, исполняя некоторые песни через портативный мегафон; в композициях «Cowboy Bob» и «Negro Observer» он выступает также в роли саксофониста.

## Список композиций
Все песни написаны группой Butthole Surfers.
| №  | Название             | Длительность |
| -- | -------------------- | ------------ |
| 1. | «Concubine»          | 2:27         |
| 2. | «Eye of the Chicken» | 1:36         |
| 3. | «Dum Dum»            | 3:47         |
| 4. | «Woly Boly»          | 2:45         |
| 5. | «Negro Observer»     | 3:39         |
| 6. | «Butthole Surfer»    | 3:02         |

| №  | Название          | Длительность |
| -- | ----------------- | ------------ |
| 1. | «Lady Sniff»      | 3:45         |
| 2. | «Cherub»          | 6:22         |
| 3. | «Mexican Caravan» | 2:46         |
| 4. | «Cowboy Bob»      | 2:55         |
| 5. | «Gary Floyd»      | 1:56         |

| №  | Название            | Длительность |
| -- | ------------------- | ------------ |
| 1. | «Moving to Florida» | 4:32         |
| 2. | «Lou Reed»          | 4:57         |
| 3. | «Two Part»          | 4:20         |
| 4. | «Tornadoes»         | 2:36         |

## Участники записи
- Гибби Хейнс — вокал, саксофон
- Бил Джолли — бас-гитара
- Пол Лири[англ.] — гитара, вокал (в песнях «Mexican Caravan», «Gary Floyd»)
- Кинг Коффи[англ.] — барабаны
- Тереза Тейлор[англ.] — барабаны